# Röntgendiffraktometer

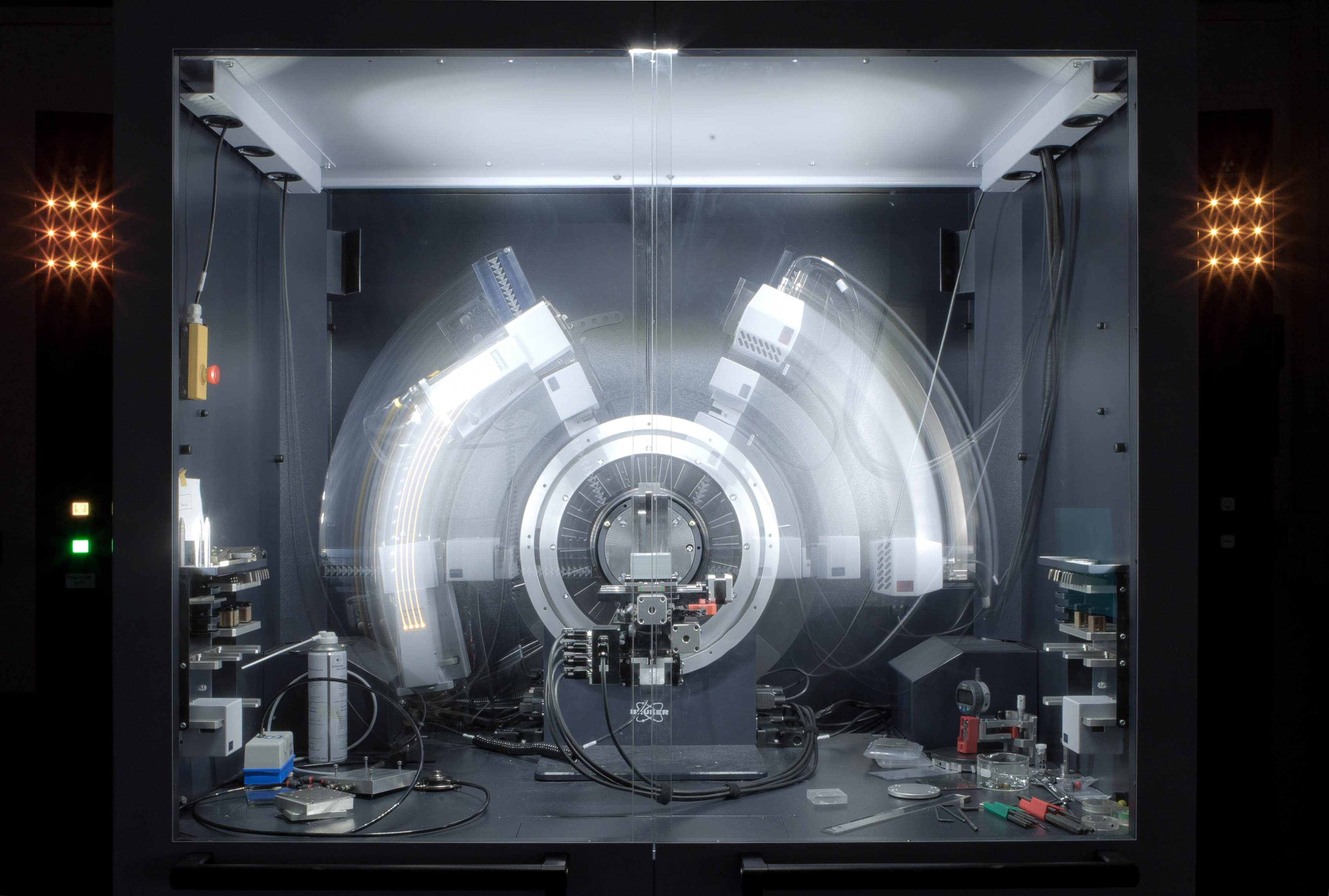
Röntgendiffraktometer mit winkelverstellbarer Röntgenquelle und Detektor.

Ein Röntgendiffraktometer (auch abgekürzt als XRD für x-ray diffractionmeter; von Diffraktion, lat. für Beugung) ist ein Gerät zur Untersuchung der Struktur von kristallinen Phasen in Werkstoffen. In der Probe tritt Röntgenbeugung auf, die Beugungswinkel und -Intensitäten werden vermessen.
Je nach dem zu untersuchenden Material werden folgende Methoden unterschieden:
- Einkristalldiffraktometer zur Bestimmung der Kristallstruktur
  - Röntgengoniometer vermessen die Textur eines Kristalls in drei Dimensionen.[2]
- Pulverdiffraktometer zur Identifizierung kristalliner Substanzen und zur Quantifizierung von Gemischen
- Kleinwinkeldiffraktometer (SAXS, englisch small angle x-ray scattering) zur Untersuchung von langreichweitiger Ordnung in Materialien, z. B., Mikrophasen, smektischen Strukturen in Flüssigkristallen, gefüllten Systemen
- Röntgendiffraktometrie unter streifendem Einfall zur Strukturuntersuchung dünner Schichten.